# Xenopus laevis
Espèce
Synonymes
- Bufo laevis Daudin, 1802
- Pipa bufonia Merrem, 1820
- Xenopus boiei Wagler, 1827
- Dactylethra capensis Cuvier, 1830
- Tremeropugus typicus Smith, 1831
- Leptopus oxydactylus Mayer, 1835
- Dactylethra delalandii Cuvier, 1849

Statut de conservation UICN

 LC  : Préoccupation mineure
Xenopus laevis est une espèce d'amphibiens de la famille des Pipidae. En français, elle est nommée  Xénope lisse, Xénope du Cap ou Dactylère du Cap[réf. nécessaire].
Cette espèce envahissante est vecteur de maladies telles que la chytridiomycose qui affecte les amphibiens.
Depuis août 2024, cette espèce est inscrite dans la liste des espèces exotiques envahissantes préoccupantes pour l’Union européenne.
Cela signifie que cette espèce ne peut plus être importée, élevée, transportée, commercialisée, ou libérée intentionnellement dans la nature, et ce nulle part dans l’Union européenne. Cette espèce ne peut plus être détenue sauf dans le cas des animaux de compagnie acquis jusqu’à 1 an après leur ajout sur la liste européenne. Les instituts de recherche peuvent encore demander des permis aux autorités compétentes.

## Répartition
Cette espèce se rencontre à l'origine en Afrique australe de l'Afrique du Sud au Malawi. Les populations plus nordiques, de la Zambie au Nigeria, ont été attribuées à Xenopus poweri.
Elle a été introduite sur l'île de l'Ascension, en France,, en Italie en Sicile, au Chili, au Mexique en Basse-Californie, aux États-Unis en Californie et en Arizona et en Indonésie à Java.

## Description

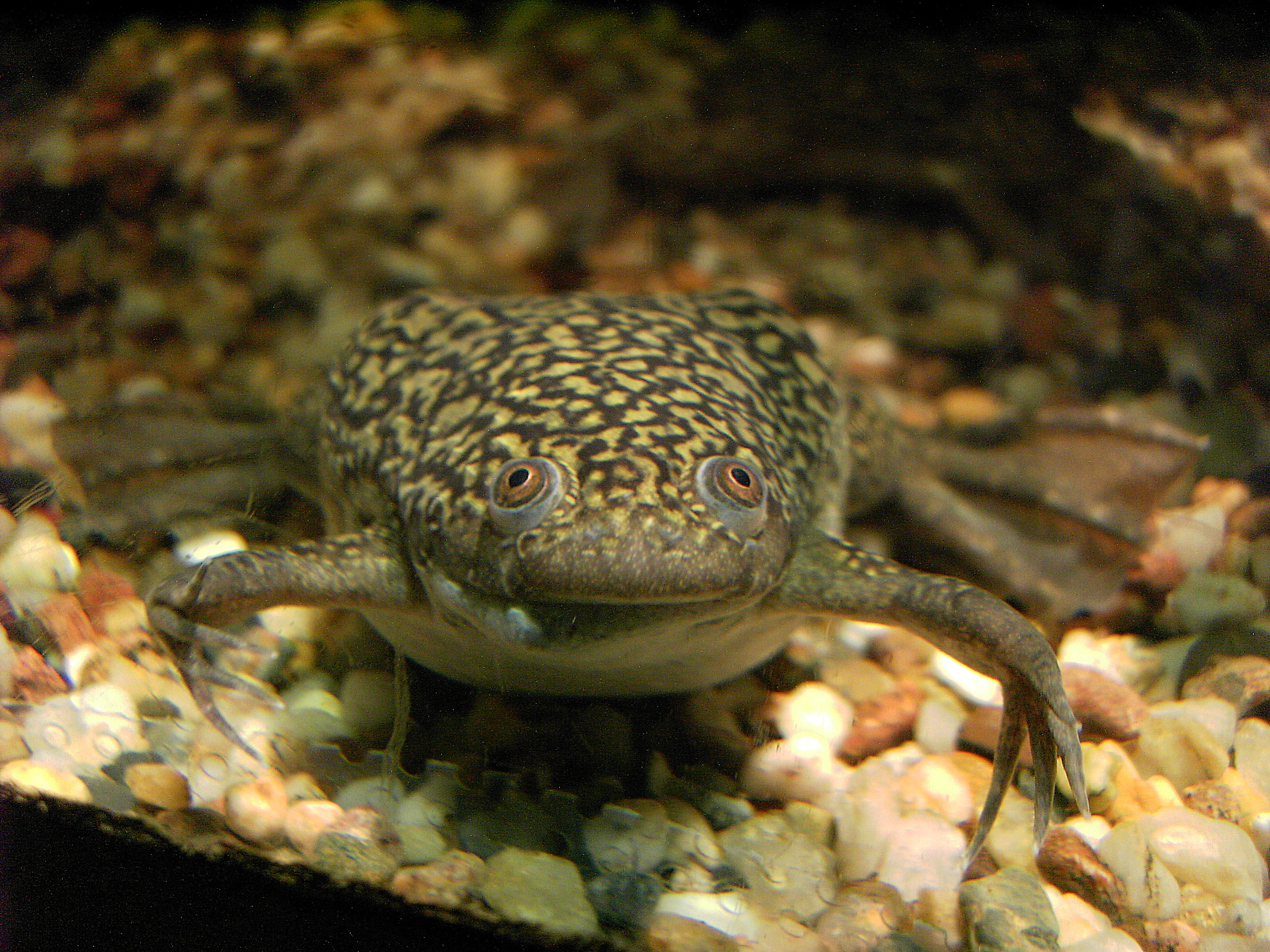
Xenopus laevis

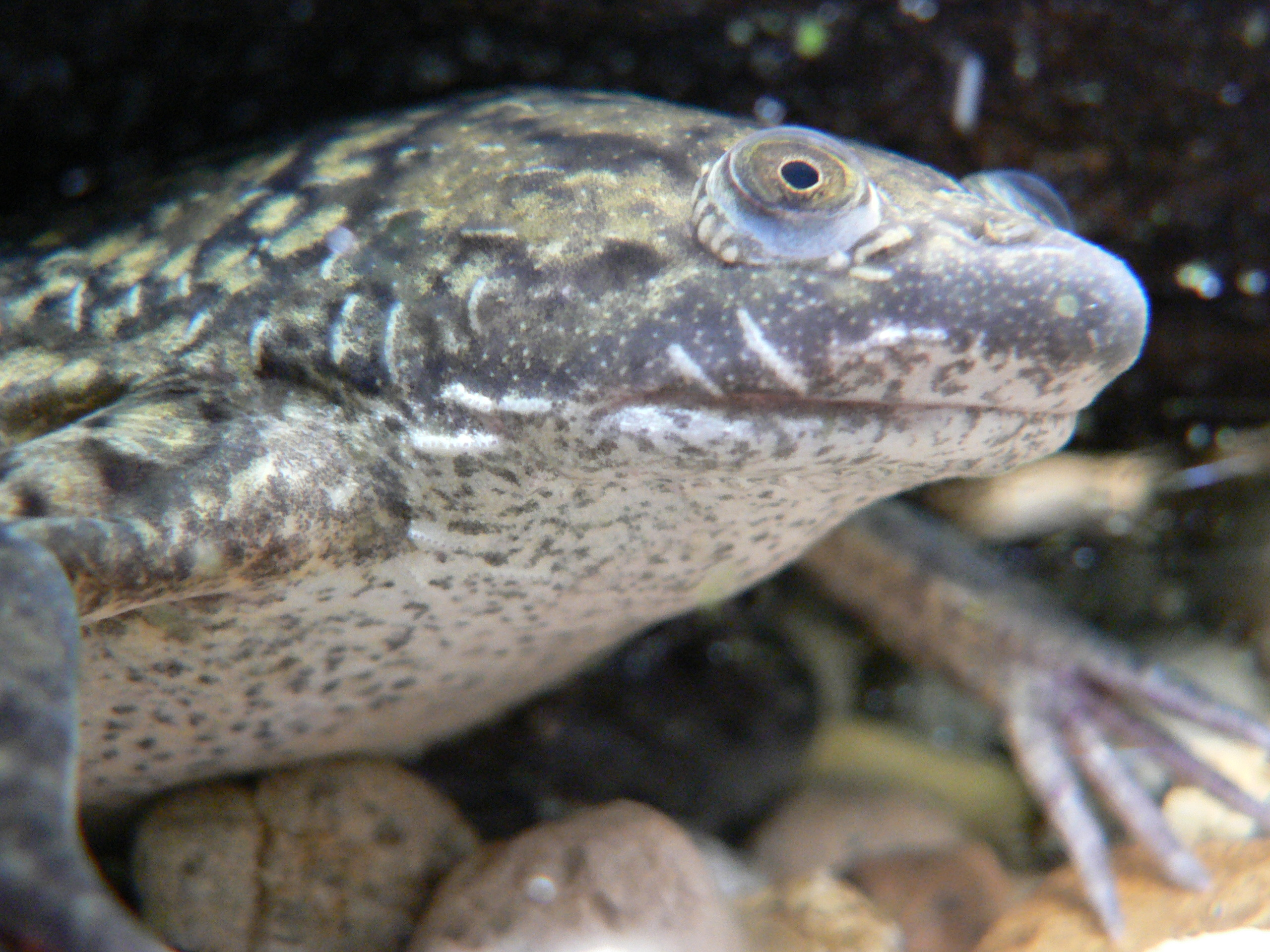
Xenopus laevis

Les mâles mesurent de 75,6 à 187,5 mm et les femelles de 57 à 147 mm pour un poids allant de 60 g à 85 g.

## Génétique
Xenopus laevis a un nombre de chromosomes 2n = 36 qui est environ le double de celui plus habituel chez les autres Xenopus. Par exemple pour Xenopus tropicalis, qui est aussi utilisé dans les laboratoires, notamment pour faire de la transgenèse, 2n = 20. Concernant les origines de Xenopus laevis, on suppose la survenue d’une fécondation croisée exceptionnelle entre deux espèces à 2n = 18 générant des allotétraploïdes qui auraient été fertiles. Cet événement aurait eu lieu il y a 17 millions d'années.

## Test de grossesse
Cette espèce fut utilisée pour des tests de grossesse dans le test de Hogben, une méthode développée par Lancelot Hogben dans les années 1940-1950. Ce test consistait à injecter l'urine de la femme testée dans l'ovaire de la grenouille, si cette dernière pondait dans les 24 heures suivantes, cela signifiait que le test était positif. Ce test constituait un progrès car l'animal n’avait pas besoin d'être tué et pouvait être réutilisé.
La fin de ce type de test a eu pour effet la dissémination hors des élevages de cette grenouille porteuse saine d'un parasite, le Chytridiomycète Batrachochytrium dendrobatidis, un des responsables du déclin des populations d'amphibiens dans différentes régions du monde.

## Organisme modèle
Cette espèce est très utilisée dans les laboratoires comme organisme modèle en biologie du développement. Après stimulation hormonale par le hCG, une femelle xénope pond plusieurs centaines d'ovocytes qui sont fécondés in vitro avec des broyats de testicules de xénope mâle. On peut ensuite suivre le développement simultané de plusieurs centaines d'embryons. On peut étudier le rôle des gènes impliqués dans le développement en injectant dans les premières cellules de l'embryon des ARN messagers (surexpression d'un gène) ou des morpholinos (inhibition de l'expression d'un gène).
La première description connue de chytridiomycose chez les amphibiens fut faite sur cette grenouille. Et comme ces xénopes sont vendus en animaleries et utilisés dans des laboratoires du monde entier, il est possible que le champignon se soit transmis depuis l'Afrique jusqu’aux Amériques et à l'Australie par ce biais.
Les têtards de Xenopus sont également utilisés comme organisme modèle, notamment pour leur capacité de régénérer leur queue quand celle-ci a été amputée lors de leur développement. Il existe des têtards de Xenopus compétents et incompétents pour la régénération de la queue, ce qui en fait un organisme modèle idéal pour une étude comparative. Par exemple, en comparant par séquençage d'ARN les têtards capables de régénération avec ceux incapables de régénérer un nouveau membre, les cellules appelées ROC sont mises en évidence. Elles font partie de l'épiderme recouvrant la plaie après amputation de la queue et servent de centre d'organisation et de signalisation pour la prolifération des différents types cellulaires pour la reconstitution d'une nouvelle queue.

## Test de développement en impesanteur
Le développement de la larve de cette grenouille et de celle de Xenopus laevis en impesanteur simulée a montré que son embryogenèse était sensible au champ de gravité terrestre. En impesanteur simulée, l'embryon se développe différemment.

## Espèce envahissante
Bien que native d'Afrique australe, Xenopus laevis est devenue une espèce envahissante dans de nombreux écosystèmes à travers le monde. Son statut d'espèce modèle en recherche scientifique a facilité sa dissémination involontaire, notamment en France, au Portugal, aux États-Unis et dans certaines régions d'Amérique du Sud.
Sa grande adaptabilité, sa reproduction rapide et son régime alimentaire opportuniste lui permettent de coloniser efficacement de nouveaux territoires. De plus, cette espèce est un vecteur connu de la chytridiomycose, une maladie fongique dévastatrice pour les populations d'amphibiens.
Son utilisation répandue en laboratoire et en animalerie a probablement contribué à la propagation mondiale de cette maladie, faisant de Xenopus laevis une menace double pour la biodiversité : par sa compétition directe avec les espèces locales et par la transmission d'agents pathogènes.

## Publication originale
- Daudin, 1802 : Histoire naturelle des rainettes, des grenouilles et des crapauds, p. 1-108 (texte intégral).